# Жозюе Баламанджи
Жозюе Косингу Баламанджи (на френски език - Josué Kossingou Balamandji, роден на 9 август 1989 г.) е футболист от Централноафриканската република, нападател.

## Кариера
Баламанджи е роден в столицата на Централноафриканската република – Банги. На 2 месечна възраст семейството му се премества във Франция. Започва да тренира футбол в школата на Ред Стар, след което на 15-годишна възраст се премества в тази на Ланс. По-късно играе за резервния тим на Лориан. След 2 години прекарани там следва трансфер в Плабенек от трета дивизия. Там Баламанджи записва само 1 мач за тима през целия сезон 2009/10. През следващите години играе за аматьорския Вилемомбал, където записва 21 мача и отбелязва 11 гола. На 24 май 2011 г. Баламанджи подписва своя първи професионален договор с тима на Реймс. Дебютира на 30 юли 2011 г. срещу бившия си тим Ланс.

## Статистика по сезони[8]
| Сезон    | Отбор           | Първенство           | Мачове | Голове |
| -------- | --------------- | -------------------- | ------ | ------ |
| 2009/10  | Плабенек        | Шампионат национал   | 1      | 0      |
| 2010/11  | Вилемомбал      | Аматьорски шампионат | 21     | 11     |
| 2011/12  | Реймс           | Лига 2               | 1      | 0      |
| 2012/13  | ФК Париж        | Шампионат национал   | 12     | 3      |
| 2013/ес. | Черноморец (Бс) | А група              | 6      | 1      |